# 中部国際空港の設置及び管理に関する法律
中部国際空港の設置及び管理に関する法律（ちゅうぶこくさいくうこうのせっちおよびかんりにかんするほうりつ、平成10年3月31日法律第36号）は、中部国際空港の設置・管理等に関する日本の法律である。
最終改正は平成26年（2014年）6月27日法律第91号。所管官庁は国土交通省。

## 概要
中部国際空港の設置にあたり、設置および管理の主体を「国土交通大臣が定める指定する株式会社（指定会社）」とすること、および指定会社に求める要件等について定めるものとして平成10年（1998年）3月19日に衆議院本会議可決、3月30日には参議院本会議可決をもって成立した（公布は3月31日）。
この法律に基づき、平成10年（1998年）5月1日に中部国際空港の設置および管理を目的とした商法上の株式会社として中部国際空港株式会社が設立された（指定は同年7月1日）。また、指定に伴って政府が指定会社の株式を引き受けること、指定会社に対して政府が資金貸付および債務保証を行うことができることなどが規定されている。

## 法律の構成
- 総則（第1条）
- 中部国際空港（第2条 - 第3条）
- 指定会社（第4条 - 第23条）
- 罰則（第24条 - 第27条）
- 附則